# جادوی عملی ۲
جادوی عملی ۲ (به انگلیسی: Practical Magic 2) یک فیلم فانتزی، عاشقانه و درام آمریکایی آماده اکران به کارگردانی سوزانه بیر و نویسندگی آکیوا گلدزمن است که دنباله‌ای بر فیلم جادوی عملی (۱۹۹۸) خواهد بود. این فیلم بر اساس رمان «کتاب جادو» نوشته آلیس هافمن در سال ۲۰۲۱ ساخته شده است که دنباله‌ای بر رمان اصلی می‌باشد. در این فیلم ساندرا بولاک، نیکول کیدمن، استاکرد چنینگ و دایان ویست نقش‌های خود را از فیلم اول تکرار می‌کنند، در کنار دنیس دی نووی و بازیگران جدید از جمله جوئی کینگ، شولو ماریدوئنیا، میسی ویلیامز و لی پیس که در این فیلم ایفای نقش می‌کنند.
در حال حاضر این فیلم قرار است در ۱۸ سپتامبر ۲۰۲۶ اکران شود.

## ساخت
فیلمبرداری در ژوئیه ۲۰۲۵ در استودیو برادران وارنر (انگلستان) آغاز شد.